# Gouvernement de Klerk
Botha Mandela
Le gouvernement de Klerk désigne les membres du gouvernement sud-africain dirigé par le président Frederik de Klerk entre le 16 août 1989 et le 10 mai 1994. La période est notamment marquée par de nombreux remaniements ministériels en novembre 1990, mars et aout 1991, janvier et juin 1992 et en avril 1993.
Le gouvernement se distingue également entre les ministres qui sont membres du cabinet, compétent pour les affaires d'intérêts commun (défense, affaires étrangères...), et ceux compétents sur les sujets relevant des intérêts particuliers de chaque chambre du parlement tricaméral. 

## Liste des membres du gouvernement de Klerk (septembre 1989 - mai 1994)
Les ministres du Cabinet peuvent être secondés par des ministres-adjoints (ou ministres délégués) qui ont le titre de vice-ministre. 
| Ministère                                                                                          | Nom                                                                  | Période                                                     | Vice-Ministres                                                               |
| -------------------------------------------------------------------------------------------------- | -------------------------------------------------------------------- | ----------------------------------------------------------- | ---------------------------------------------------------------------------- |
| Affaires étrangères                                                                                | Pik Botha                                                            | 1989-1994                                                   | Leon Wessels (1989-1991) Renier Schoeman (1991-1994)                         |
| Finances                                                                                           | Barend du Plessis Derek Keys                                         | 1989-1992 1992-1994                                         | Org Marais (1989-1990) Theo Alant (1991-)                                    |
| Dépenses de l'état                                                                                 | Amie Venter                                                          | 1991- 1994                                                  |                                                                              |
| Justice                                                                                            | Kobie Coetsee                                                        | 1989-1994                                                   | Danie Schutte (1989-1993) Sheila Camerer (1993-1994)                         |
| Défense                                                                                            | Magnus Malan Roelf Meyer Gene Louw Kobie Coetsee                     | 1989-1991 1991-1992 1992-1993 1993-1994                     | Wynand Breytenbach (1989-1994)                                               |
| Intérieur                                                                                          | Gene Louw Louis Pienaar Danie Schutte                                | 1989-1992 1992-1993 1993-1994                               |                                                                              |
| Transports                                                                                         | George Bartlett Piet Welgemoed                                       | 1989-1991 1991-1994                                         |                                                                              |
| Travaux publics                                                                                    | George Bartlett Jacob de Villiers Leon Wessels Gene Louw Louis Shill | 1989-1991 1991 1991-1992 1992-1993 1993-1994                |                                                                              |
| Aide au développement (1990-1992)                                                                  | Stoffel van der Merwe Jacob de Villiers                              | 1989-1990 1990-1992                                         | Piet Marais (1989-1991) Johan Scheepers (1991-1992)                          |
| Développement régional                                                                             | Amie Venter Jacob de Villiers André Fourie                           | 1990-1991 1991-1993 1993-1994                               | Johan Sheepers (1992-1993)                                                   |
| Affaires foncières                                                                                 | George Bartlett Jacob de Villiers André Fourie                       | 1989-1991 1991-1993 1993-1994                               | Japie van Wyk (1990-1992) Johan Sheepers (1992-1994) Lampie Fick (1993-1994) |
| Services secrets                                                                                   | Frederik de Klerk                                                    | 1989-1994                                                   | Theo Alant (1991-)                                                           |
| Loi et ordre                                                                                       | Adriaan Vlok Hernus Kriel                                            | 1989-1991 1991-1994                                         | Johan Sheepers (1990-1992) Gert Myburgh (1992-1994)                          |
| Services correctionnels                                                                            | Adriaan Vlok                                                         | 1991-1994                                                   |                                                                              |
| Agriculture Agriculture et développement agricole                                                  | Jacob de Villiers Kraai van Niekerk                                  | 1989-1991 1991-1994                                         |                                                                              |
| Planification, affaires provinciales et logement national                                          | Hernus Kriel Leon Wessels                                            | 1989-1991 1991-1992                                         | André Fourie (1989-1992)                                                     |
| Gouvernements locaux                                                                               | Tertius Delport                                                      | 1993-1994                                                   |                                                                              |
| Logement national                                                                                  | Louis Shill                                                          | 1993-1994                                                   |                                                                              |
| Développement constitutionnel                                                                      | Gerrit Viljoen Roelf Meyer                                           | 1989-1992 1992-1994                                         | Roelf Meyer (1989-1991) Tertius Delport(1991-1992 Fanus Schoeman (1992-1994) |
| Éducation nationale                                                                                | Gerrit Viljoen Gene Louw Louis Pienaar Piet Marais                   | 1989-1990 1990 1990-1992 1992-1994                          | Roelf Meyer (1990-1991) Abe Williams (1991-)                                 |
| Éducation (1989-1990) / Éducation et formation Éducation et formation                              | Stoffel van der Merwe Sam de Beer                                    | 1989-1991 1991-1994                                         | Piet Marais (1989-1991) Danie Schutte (1991-1993)                            |
| Mines et énergie                                                                                   | Dawie de Villiers George Bartlett                                    | 1989-1991 1991-1994                                         | Piet Welgemoed (1989-1991)                                                   |
| Entreprises publiques                                                                              | Dawie de Villiers                                                    | 1989-1994                                                   | Piet Welgemoed (1989-1991)                                                   |
| Administration et privatisations Administration et coordination économique Coordination économique | Wim de Villiers Dawie de Villiers Derek Keys                         | 1989-1991 1991-1992 1992-1994                               |                                                                              |
| Emploi (Main d'œuvre)                                                                              | Eli Louw Kobie Coetsee (interim) Piet Marais Leon Wessels            | 1989-1991 4-20 janvier 1992 janvier-mai 1992 1992-1994      |                                                                              |
| Eau et forêts                                                                                      | Gert Kotzé Magnus Malan Japie van Wyk                                | 1989-1991 juillet 1991- février 1993 décembre 1993-mai 1994 | Japie van Wyk (1989-1990)                                                    |
| Environnement et eau (1993-1994)                                                                   | Gert Kotzé Louis Pienaar Japie van Wyk                               | 1989-1990 1990-1993 1993-1994                               | Wynand Breytenbach (environnement 1992-1994)                                 |
| Commerce, industrie et tourisme                                                                    | Kent Durr Org Marais                                                 | 1989-1991 1991-1992                                         | Theo Alant (1989-1991) David Graaff (1991-1992)                              |
| Commerce et industrie                                                                              | Derek Keys                                                           | 1992-1994                                                   | David Graaff (1992-1994)                                                     |
| Tourisme                                                                                           | Org Marais Bhadra Ranchod                                            | 1992-1993 1993-1994                                         | David Graaff (1992-1994)                                                     |
| Santé et Affaires sociales                                                                         | Rina Venter                                                          | 1989-1992 1992-1994                                         |                                                                              |
| Développement démographique                                                                        | Rina Venter Jac Rabie                                                | 1989-1993 1993-1994                                         |                                                                              |
| Services d'informations (Communications)                                                           | Roelf Meyer                                                          | 1992-1994                                                   | Roelf Meyer (1990-1991) Fanus Schoeman (1992-1994)                           |
| Postes et télécommunications(département des Entreprises publiques) Postes et télécommunications   | Dawie de Villiers Piet Welgemoed                                     | 1989-1991 1991-1994                                         |                                                                              |
| Sports                                                                                             | Abe Williams                                                         | 1993-1994                                                   |                                                                              |

## Liste des membres des conseils ministériels du parlement tricaméral
Depuis la mise en place du parlement tricaméral, du fait de l'entrée en vigueur de la constitution sud-africaine de 1983, les affaires relevant des intérêts particuliers de chaque chambre du parlement sont gérés par un conseil des ministres dans chacune de ces assemblées. Le cabinet ministériel de la chambre de l'assemblée (chambre des blancs) est présidé par un membre du gouvernement et les ministres du conseil de la chambre de l'assemblée directement nommés par le chef de l'état sud-africain. Les présidents du conseil des ministres de la chambre des représentants (population coloureds) et de la chambre des délégués (populations indo-pakistanaises) sont les présidents de ces deux chambres. Ils nomment les ministres de leur cabinet ministériel avec accord du chef du gouvernement.

### Ministres auprès de la chambre de l'assemblée (chambre des Blancs)
| Présidents du conseil des ministres | Kobie Coetsee Magnus Malan Adriaan Vlok | 1989-1992 1992-1993 1993-1994 |

| Ministère                                                                 | Nom                                              | Période                                  | Ministère-délégué                     | Nom                           | Période             |
| ------------------------------------------------------------------------- | ------------------------------------------------ | ---------------------------------------- | ------------------------------------- | ----------------------------- | ------------------- |
| Éducation et culture                                                      | Piet Clase Piet Marais                           | 1989-1991 1991-1994                      | Éducation et culture                  | Boy Geldenhuys                | 1993-1994           |
| Budget                                                                    | Amie Venter Adriaan Vlok Org Marais Adriaan Vlok | 1989- 1991 1991-1992 1992-1993 1993-1994 |                                       |                               |                     |
| Gouvernements locaux                                                      | Amie Venter Hernus Kriel Leon Wessels            | 1989-1991 1991 1991-1993                 |                                       |                               |                     |
| Développement agricole et approvisionnement en eau Développement agricole | Kraai van Niekerk                                | 1989-1993                                | Agriculture et développement agricole | Tobie Meyer                   | 1991-1994           |
| Service de santé                                                          | Sam de Beer Rina Venter                          | 1989-1990 1990-1993                      | Santé                                 | Fanus Schoeman Boy Geldenhuys | 1991-1992 1992-1993 |
| Affaires sociales                                                         | Sam de Beer Rina Venter                          | 1989-1991 1991-1994                      | Affaires sociales                     | Fanus Schoeman Boy Geldenhuys | 1991-1992 1992-1994 |
| Logement et travaux                                                       | Sam de Beer Leon Wessels Adriaan Vlok            | 1989-1991 1991-1992 1992-1994            |                                       |                               |                     |

### Ministres auprès de la chambre des représentants (chambre des métis/coloureds)
| Président du conseil des ministres | Allan Hendrickse Jac Rabie | 1989-1992 1992-1994 |

| Ministre                                         | Nom                                                         | Période                                 |
| ------------------------------------------------ | ----------------------------------------------------------- | --------------------------------------- |
| Éducation et culture                             | Allan Hendrickse Tommy Abrahams Abe Williams Pieter Saaiman | 1989-1991 1991-1992 1992-1993 1993-1994 |
| Budget                                           | Miley Richards Gerald Morkel                                | 1989-1992 1992-1993                     |
| Logement                                         | David Curry Pieter Saaiman Gerald Morkel                    | 1989-1992 1992-1993 1993-1994           |
| Gouvernement local et agriculture                | Andrew Julies David Curry Pieter Saaiman Gerald Morkel      | 1989-1991 1991-1992 1992-1993 1993      |
| Santé et des Affaires sociales Affaires sociales | Chris April Andrew Julies Abe Williams                      | 1989-1992 1992 1992-1994                |

### Ministres auprès de la chambre des délégués (chambre des indiens/asiatiques)
| Président du conseil des ministres | Jagaram Reddy Bhadra Ranchod | 1989-1992 1993-1994 |

| Ministère                                                                        | Nom                               | Période             |
| -------------------------------------------------------------------------------- | --------------------------------- | ------------------- |
| Éducation et culture                                                             | Kisten Rajoo Devagie Govender     | 1989-1993 1993-1994 |
| Budget/Finances et services auxiliaires                                          | Raman Bhana Bhadra Ranchod        | 1989-1992 1992-1994 |
| Logement                                                                         | Jagaram Reddy Soobramoney Naicker | 1989-1992 1993-1994 |
| Administration locale et agriculture Administration locale et services agricoles | Yunus Moolla Soobramoney Naicker  | 1989-1992 1992-1993 |
| Santé et des Services sociaux Affaires sociales                                  | Baldeo Dookie Soobramoney Naicker | 1989-1992 1993-1994 |